# Sylt
Sylt /zʏlt/ (danese: Sild, frisone: Söl) è un'isola della Germania settentrionale, facente parte del circondario della Frisia Settentrionale, nello Schleswig-Holstein. Sylt assieme a Föhr, Amrum, Nordstrand e Pellworm costituisce la parte tedesca delle isole Frisone Settentrionali. Sylt un tempo faceva parte della terraferma, ma a causa dell'erosione del Mare del Nord (che continua tuttora) è diventata un'isola.

## Geografia

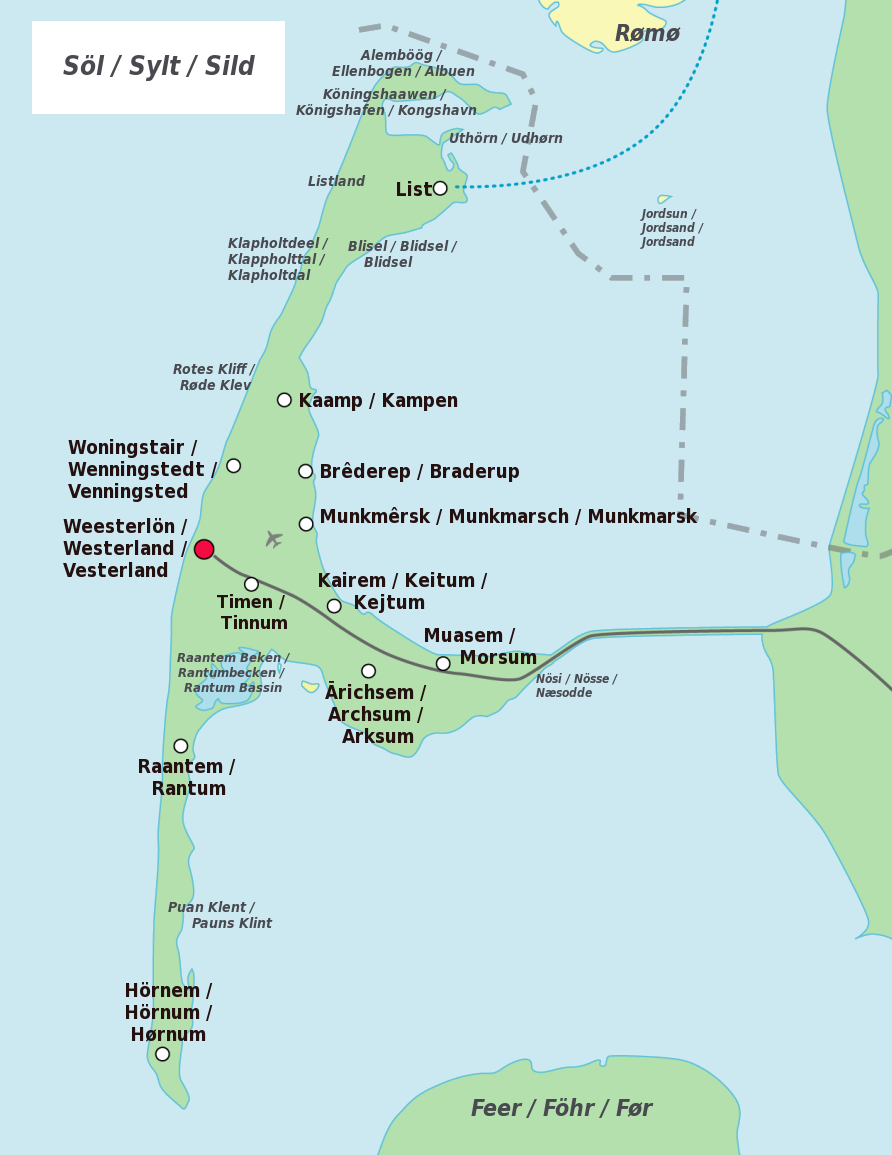
L'isola di Sylt, con i nomi anche in danese e nel dialetto della lingua frisone, il Söl'ring

Sylt ha una superficie di 93,6 km². Misura 35 km da nord a sud e 16 km da ovest ad est. La cosiddetta Uwe-Düne (Duna di Uwe) è l'altitudine più elevata dell'isola, con 52,5 metri sul livello del mare.
Sylt conta 21 000 abitanti.
La forma dell'isola si è costantemente modificata nel tempo, un processo che continua ancora oggi. Le coste settentrionali e meridionali di Sylt sono costituite esclusivamente da depositi sabbiosi sterili, mentre la parte centrale con i comuni di Westerland, Wenningstedt-Braderupe la parte orientale di Sylt è costituita da un nucleo di geest, che si manifesta con la scogliera rossa di Wenningstedt. Il geest affacciato sul Mare di Wadden si trasforma gradualmente in una fertile palude intorno a Sylt orientale. Sylt è un'isola solo dall'alluvione di Grote Mandrenke del 1362.

## Clima
Il clima oceanico di Sylt è influenzato dalla Corrente del Golfo. Nei mesi invernali, la temperatura sull'isola è di 2° più calda rispetto alla terraferma. Nei mesi estivi, il rapporto si inverte e si raggiunge una temperatura media di 17 °C. La radiazione solare media a Sylt è di 4,4 ore al giorno. Il fatto che Sylt, con 1790 ore di sole all'anno, ne abbia 170 in più rispetto alla media tedesca è dovuto al rilievo dell'isola. Le nuvole non sono contrastate dalle montagne e vengono spinte verso la terraferma.
La temperatura media annuale è di 8,5°. Il vento occidentale soffia tutto l'anno a una velocità media di 6,7 m/s. Il tasso di precipitazioni è di circa 650 mm.

## Flora e fauna

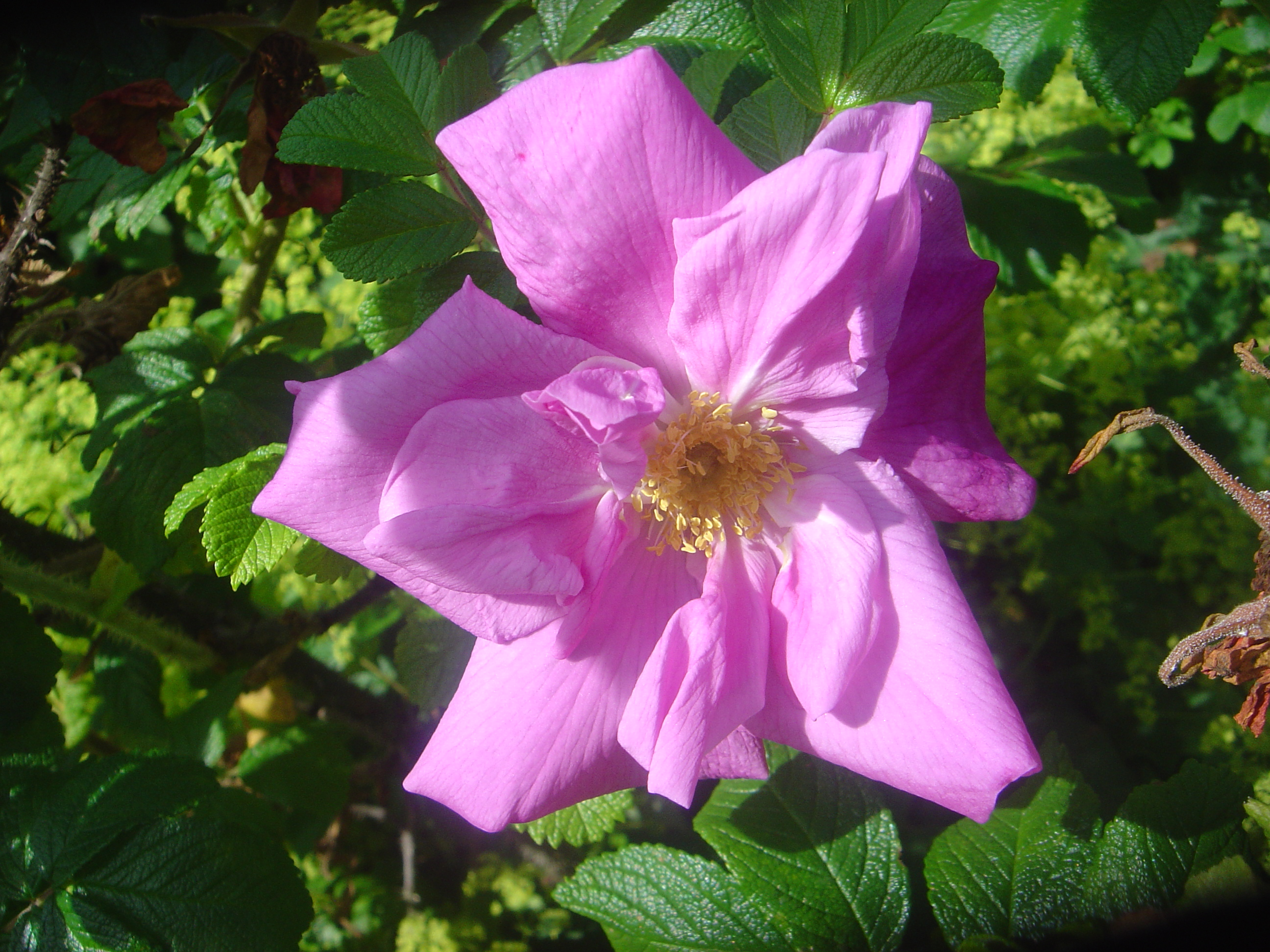
La Rosa rugosa, detta anche "rosa di Sylt", simbolo dell'isola

La flora di Sylt è caratterizzata dall'originaria scarsità dell'isola. Fino alla metà del XIX secolo, Sylt era un'isola quasi completamente priva di alberi, ad eccezione di piccole aree di foresta e cespuglio create da piantagioni. Oggi si può ancora riconoscere l'origine antropica delle foreste di Friedrichshain e Südwäldchen a Westerland, dove molti alberi si ergono in fila e furia. A Sylt è stata importata anche la Rosa rugosa, oggi molto diffusa sull'isola e conosciuta come "rosa di Sylt". È originaria della penisola di Kamchatka, in Siberia. 
Le ampie brughiere sul lato orientale dell'isola forniscono un habitat a molte specie rare di piante e animali che si sono adattate a condizioni estreme come siccità, calore e vento. Finora sono state registrate circa 2.500 specie animali e 150 specie di piante. Il 45% di queste piante è inserito nella Lista Rossa della IUCN.
I numerosi uccelli acquatici e altri uccelli costieri che hanno i loro luoghi di cova a Sylt o che usano l'isola per riposare durante le loro migrazioni costituiscono una caratteristica ornitologica. Tra gli uccelli che covano a Sylt si annoverano il gabbiano reale, la sterna artica, l'avocetta, il codirosso, il gabbiano comune, la beccaccia di mare, la pavoncella e la volpoca.
Per quanto riguarda i mammiferi terrestri, non ci sono differenze significative rispetto alle aree vicine. Sull'isola si trovano soprattutto lepri europee, conigli e caprioli, che vengono anche cacciati come selvaggina. Quando l'isola è stata collegata alla terraferma dalla strada rialzata, sono diventati comuni anche la volpe rossa e il tasso europeo.
A ovest di Sylt si trova un'area di riproduzione delle focene. Inoltre, sui banchi di sabbia al largo di Sylt si trova un gran numero di foche grigie, queste ultime piuttosto rare nei mari tedeschi.

## Storia
Dal punto di vista geografico, Sylt faceva originariamente parte dello Jutland (oggi Schleswig-Holstein e Danimarca), con testimonianze di insediamenti umani che risalgono al 3000 a.C. come la tomba a tumulo di Denghoog, presso Wenningstedt.
I primi frisoni a stabilirsi sull'isola arrivarono fra il VII e il IX secolo. 
Secondo una leggenda i fratelli Hengist e Horsa, appartenenti al popolo degli Juti partendo da Sylt, condussero la migrazione degli Juti verso l'Inghilterra nel V secolo.
Sylt venne spartita tra il Ducato di Schleswig e il Regno di Danimarca nel 1386. Tranne la città di List, tutta Sylt divenne parte del Ducato di Schleswig nel 1435.
Durante il XVII e il XVIII secolo la pesca, la caccia alle balene e l'allevamento di ostriche aumentarono il benessere della popolazione dell'isola e in questo periodo Keitum divenne la capitale dell'isola.
Alla fine del XIX secolo gli industriali Julius Adrian Pollacsek e Albert Ballin avviarono l'industria del turismo e la capitale venne spostata a Westerland.
Durante la prima guerra mondiale Sylt divenne un avamposto militare, ma non fu particolarmente danneggiata dal conflitto. 
Nel 1927 venne costruito un collegamento ferroviario con la terraferma. Durante la seconda guerra mondiale Sylt divenne una fortezza fornita di bunker di cemento costruiti al di sotto delle dune sabbiose della costa, alcuni dei quali ancora visibili oggi.
Al giorno d'oggi Sylt è conosciuta principalmente come meta turistica, famosa per il suo clima mite e per le diverse celebrità tedesche che possiedono una casa sull'isola.

## Cultura

### Notte di Capodanno
Durante la notte di Capodanno bambini e adulti recitano poesie mascherati di casa in casa. Questa tradizione viene chiamata Rummelpottlaufen. I bambini ricevono dolci oppure soldi in cambio, gli adulti, invece, spesso vengono ricambiati con bevande alcoliche.

### Söl'ring
L'idioma locale di Sylt è il Söl'ring, un dialetto derivato dal frisone settentrionale con elementi danesi, olandesi e inglesi. A causa della larga immigrazione sull'isola l'uso di questo dialetto è notevolmente diminuito e ad oggi viene parlato solo da una piccola percentuale della popolazione. Il Söl'ring è una lingua a rischio d'estinzione.

## Città

### List
List è fornita di un porto (provvisto di servizio traghetto con Rømø, Danimarca) e costituisce il comune più a nord di tutta la Germania. La città conta una popolazione di circa 2 500 abitanti.
Venne menzionata la prima volta nel 1292 e fece parte del territorio danese fino al 1864. La Luftwaffe fece di List una base aerea. List è inoltre famosa per le sue ostriche.

### Kampen

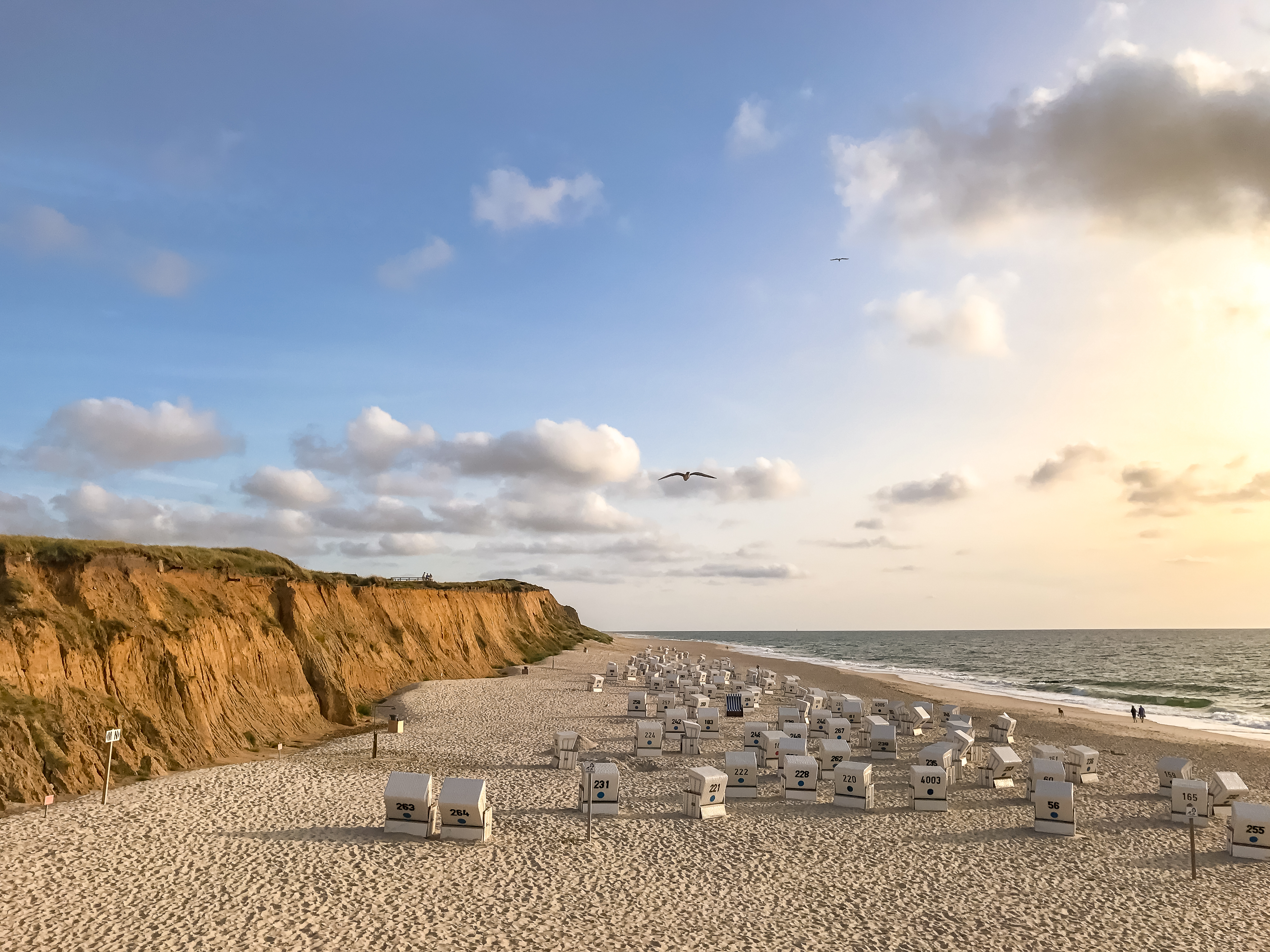
La "scogliera rossa" di Kampen

Kampen è conosciuta per la sua "Scogliera Rossa" e per essere la meta turistica più ricercata sull'isola. Il piccolo paese è molto fornito anche di boutique di alta moda e del lusso.

### Hörnum
Hörnum è la città più a sud dell'isola di Sylt.

### Wenningstedt
Wenningstedt è conosciuta per la scogliera bianca e la tomba Denghoog, una tomba di pietra risalente al 3000 a.C. le cui pareti sono costituite da enormi massi di pietra.

### Westerland

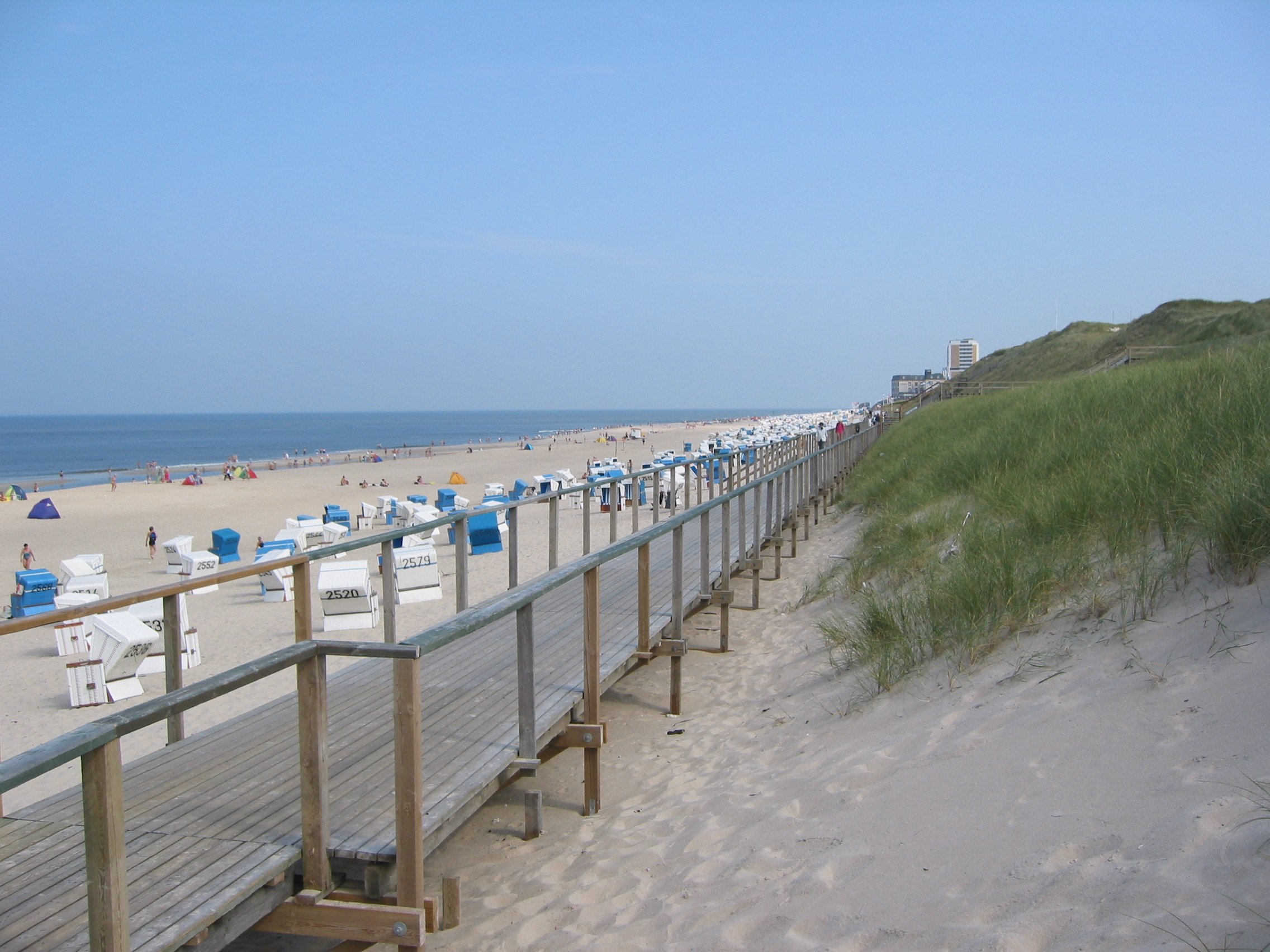
Una spiaggia a Westerland

Dopo la distruzione della città di Eidum il primo novembre 1436 a causa di una grande alluvione (Allerheiligenflut), i sopravvissuti si trasferirono verso Nord-Est (Wäästerlön in Söl'ring) dalla località precedente. La nuova città venne menzionata per la prima volta nel 1462 e divenne ufficialmente una città nel 1905. La città conta 9 200 abitanti circa e possiede l'unico aeroporto civile dell'isola.

### Sylt-Ost
Sylt-Ost (letteralmente Sylt Est) consiste in diversi piccoli villaggi sul Nössehalbinsel. La popolazione conta circa 5 500 abitanti. I villaggi sono Tinnum, Munkmarsch, Archsum, Morsum e Keitum.

#### Tinnum
Il Castello di Tinnum (Tinnumburg) è un muro circolare dal diametro di 120 metri e dell'altezza di 8, fu costruito nel I secolo a.C. come luogo sacro pagano.

#### Keitum
Keitum possiede una chiesa di importanza storica (Chiesa di San Severino) che risale all'XI secolo. La scogliera verde si trova poco distante da Keitum.

#### Morsum
Morsum, come Keitum, possiede una chiesa storica (Chiesa di San Martino).
Morsum è anche conosciuta per la scogliera rossa che mostra la storia geologica degli ultimi cinque milioni di anni con la sua altezza di 21 metri.
La scogliera è sotto protezione paesaggistica dal 1923.

## Trasporti
Sylt può essere raggiunta tramite la barriera artificiale solo con il treno-navetta, via traghetto oppure con l'aereo (aeroporto a Westerland).

## Cinema
Sull'isola sono state girate scene in esterni dei film Il cammino della notte e Nosferatu il vampiro di Friedrich Wilhelm Murnau.
L'isola di Sylt è stata anche scelta dal regista Roman Polański come location per il film L'uomo nell'ombra; alcune scene sono state girate a List e Munkmarsch.
Nel 2009 sono state effettuate alcune riprese di Womb del regista ungherese Benedek Fliegauf. Il film per la televisione E alla fine l'amore è ambientato interamente sull'isola.